# Red Hot Chili Peppers
 (транскр.  Ред хот чили пеперс) калифорнијска је рок група. Почели су као панкери, али су временом прелазили на све лаганији звук и мешањем панка и алтернативног рока са фанк басом створили нови стил - фанк панк. Група је била предводник фанк рок покрета крајем 80-их и почетком 90-их. Пеперси су направили корак даље уневши у своју музику елементе блуза, психоделичног рока и ска музике. До данас су продали преко 50 милиона албума широм света, освојили многе награде и неколико пута били проглашавани за најбољи концертни бенд на свету.
Бенд је основан 1983, а првобитну поставу чинили су Ентони Кидис (вокал), Фли (бас-гитара), Хилел Словак (гитара) и Џек Ајронс (бубњеви). Током двадесетосам година постојања постава групе је мењана неколико пута, а најпознатију и најдуготрајнију поставу под именом Ред хот чили пеперс чинили су Ентони Кидис, Фли, Џон Фрушанте и Чед Смит. До сада су објавили десет студијских албума, најновији је I'm With You, на коме је гитариста Џош Клинхофер.
Прва четири албума, снимљена у периоду од 1984. до 1989, објавили су за издавачку кућу EMI, а 1991. су потписали уговор са продуцентском кућом Warner Brothers Records, са којом сарађују и данас. Продуцент њиховог првог албума, The Red Hot Chili Peppers, био је Енди Гил. Други албум, Freaky Styley, продуцирао је Џорџ Клинтон, а наредна два (The Uplift Mofo Party Plan и Mother's Milk) Мајкл Бајнхорн. Од петог албума (Blood Sugar Sex Magik) па надаље, продуцент је Рик Рубин.

## Филозофија звука
Музика групе је најпознатија по снажном, специфичном фанк звуку Балзаријеве бас-гитаре која у песмама групе редовно доминира над звуком соло-гитаре.
Балзаријев начин свирања баса има основ у панк рок традицији, фанку и блузу, и најсличнији је стилу свирања Бутсија Колинса из групе Парламент фанкаделик "Parliament-Funkadelic" те Џона Пола Џоунса из групе Лед зепелин. Бас гитара је најважнији инструмент у бенду дајући специфични ритам свим песмама бенда. Балзаријеви бас рифови остаће упамћени по чврстом звуку у ниским тоналитетима и јединственој техници свирања.
Четворица соло гитариста су свирали за Пеперсе (Фрушанте, Словак, Наваро и Шерман) и њихови стилови свирања знатно се разликују, а хендриксовски начин свирања гитаре им је једина заједничка карактеристика. Звук Шерманове гитаре је у највећој мјери изобличен и „сув“, донекле налик Словаковом стилу, пошто су углавном биле у питању композиције које је Словак компоновао. Словак је свој звук базирао искључиво на „тврђем“ блузу и фанку, Фрушанте је у свирку унео мелодичност, дубину и слојевитост, а Наваров стил се темељио на хеви металу и психоделији.
Бубњари Смит, Ајронс и Мартинез нису били само класична ритам секција са басом, него су и диктирали темпо. Њихов стил био је својеврсна комбинација фанка, панка и метала.
Бенд је био јединствен по томе што је био један од првих рок бендова који је комбиновао претежно „белачки“ звук (панк) са доминантно „црначким звуком” (фанком), иако су већ тада постојали бендови који су мешали, рецимо, рок и реп (Бисти бојс). Још 1987. звук групе се сматрао прилично необичним, што је за последицу имало дугогодишње проблеме у маркетингу и промоцији групе.

## Историја

### Осамдесете
Ентони Кидис, Фли, Хилел Словак и Џек Ајронс, ученици гимназије Ферфакс у Лос Анђелесу, основали су бенд Tony Flow and the Miraculously Majestic Masters of Mayhem, а 1983. су имали први наступ. С обзиром да група иза себе није имала ниједан студијски албум, одзив публике је од самог почетка био изненађујуће добар, што се могло објаснити добрим везама чланова групе са лосанђелеском заједницом скејтера те необичношћу јавних наступа групе (на многим концертима чланови групе су наступали потпуно голи, само са чарапама преко гениталија). Крајем 1983. група је успела да склопи уговор о издавању дебитантског албума на којем је Клиф Мартинез свирао бубњеве, а Џек Шерман гитару, будући да су Словак и Ајронс били заузети радом на раније договореним пројектима (група What Is This?). Албум је био комерцијално неуспешан, првенствено због лоше продукције, затегнутих односа чланова групе и продуцента Ендија Гила, те неуверљивих живих наступа. Промотивна турнеја није донела никакво побољшање, да би гитариста Шерман, због све чешћих свађа са осталим члановима групе, напустио групу 1985. На његово место се враћа Словак, који напушта групу What Is This?. Први велики хит групе са овог албума била је композиција True Men Don't Kill Coyotes.
Freaky Styley, други албум групе, продуцирао је чувени Џорџ Клинтон. Ни фанки свирка, ни панк брзина, ни надахнуто извођење песме If You Want Me To Stay (Sly and the Family Stone), ни посезање за култним класицима као што су Jungle Man и Catholic School Girls Rule нису били довољни да привуку пажњу јавности. Мартинез напушта бенд убрзо након изласка албума, а на његово место долази Хилел Словак, гитариста из оригиналне поставе. Од композиција са албума једино се издвојила Hollywood (Africa), која се била популарна на европским радио-станицама, док у САД није имала много успеха.
The Uplift Mofo Party Plan, трећи албум групе, изашао је у септембру 1987. у продукцији Мајкла Бајнхорна. Ради се о једином албуму групе на којем свира оригинална постава. Први сингл и једна од најпрепознатљивијих песама групе била је Fight Like A Brave. Песма је 2001. искоришћена у видео игрици Tony Hawk's Pro Skater 3. То је први албум групе који се пласирао међу 200 најпопуларнијих албума. EMI, њихова продуцентска кућа, није улагала превелике напоре у промоцији албума, али је група, захваљујући еклектичном споју треш фанка, психоделије и панка који се чује на том албуму, успела да уговори турнеју по Европи. Проблеми са дрогом су жестоко потресали бенд, у једном тренутку Словак је избачен из бенда, да би се убрзо вратио, али је 28. јуна 1988, непосредно по повратку у САД, преминуо од превелике дозе хероина. Након тога Ајронс напушта Пеперсе.
Кидис и Балзари су, сложивши се да се бенд не сме престати с радом, кренули у потрагу за заменама. У групи су кратко време били ангажовани бубњар Пелигро и гитариста Двејн Макнајт, да би их убрзо заменили Чед Смит и Џон Фрушанте. Албум Mother's Milk, четврти по реду, објављен је августа 1989. Mother's Milk је енергичан микс фанка, репа, метала и џеза. Обрада Хендриксове Fire те Behind The Sun су последње композиције на којима је свирао Словак. Knock Me Down је прва песма групе која се пласирала међу 10 најпопуларнијих на топ-листама, док су велику популарност Пеперсима донеле обрада Вондерове песме Higher Ground, композиције Magic Johnson (посвећена Лос Анђелес лејкерсима, њиховом омиљеном кошаркашком тиму ), Stone Cold Bush и Pretty Little Ditty (у обради групе Крејзи таун познатија као Butterfly). По издавању албума, група је имала успешну турнеју по Европи и САД.

### Ране деведесете и светска слава
Ред хот чили пеперс су у деведесета ушли са песмом Show Me Your Soul (из филма Згодна жена). Након што им је истекао уговор са EMI-јем, Пеперси потписују за Warner Brothers Records, а нови продуцент је био Рик Рубин. Пре Пеперса, Рубин је радио са групом Бисти бојс Beastie Boys а његов приступ продуцентским пословима био је, по мишљењу многих, превише авангардан за то време. У мају и јуну 1991. бенд је провео шест недеља у вили, снимајући пети по реду албум насловљен Blood Sugar Sex Magik. Процес снимања албума забележен је на DVD-у под насловом Funky Monks, а документарац је режира Гас Ван Сан. Чланови бенда ду у вили испавали, али не и Чед Смит, који је сматрао да је вила опседнута духовима. Неколико пута су их посетили репортери MTV, као и многи новинари.
Blood Sugar Sex Magik, по многима најбољи албум Пеперса, необична мешавина фанка, панка, метала, хип-хопа и блуза, објављен је 24. септембра 1991, истог дана кад и Нирванин Nevermind. Први сингл био је Give It Away, а снимање спота поверено је Стефану Сендаију, у то време скоро непознатом француском редитељу. Спот је био веома успешан, а обожавалаца је било све више. Уследио је и други сингл, назван Suck My Kiss. До краја године бенд је одржао педесетак концерата у САД са групама Нирвана, Смешинг пампкинс и Перл џем, али су међусобне размирице озбиљно потресале групу. Ентони Кидис и Џон Фрушанте су се често свађали, Фрушанте би често плакао и вриштао пре концерата, затим би једва пристајао да свира, а његови родитељи су готово свакодневно телефонирали питајући шта се то догађа.
Сукоб је достигао врхунац 22. фебруара 1992. када се бенд вратио у САД да би, у паузи европске турнеје Less Whores More Museums, гостовао у емисији Saturday Night Live. На почетку емисије, приликом извођења песме Under The Bridge, Фрушанте је, уместо да пева пратеће вокале, почео вриштати, па га је Кидис, за време извођења следеће песме, ударио микрофоном у лице. Следећег месеца, композиција Under The Bridge је објављена као трећи сингл са албума, а спот, који симболично приказује Кидисову борбу са зависношћу од дроге, непрекидно се вртео на свим музичким каналима. Редитељ је поново био Гас Ван Сан. Under The Bridge се и дан данас сматра највећим хитом Ред хот чили пеперса и готово да нема концерта на коме се не изводи. Истог месеца, пре одласка на турнеју у Јапан, чланови бенда су позирали наги фотографу и режисеру Марку Селигеру. Једна од ових слика се неколико месеци касније појавила на насловној страни часописа Ролинг стоун, да би 2005. била проглашена једном од 50 најбољих рок фотографија свих времена.

### Пеперси и Дејв Наваро,One Hot Minuteера
Седмог марта 1992, пре концерта у Омији, Јапан, Џон Фрушанте објављује да напушта бенд. Због тога су преостали концерти у Јапану били отказани, као и турнеја по Аустралији, будући да се новоангажовани гитариста Зандер Шлос, бивши члан Серкл џеркса, никако није могао уклопити у бенд. Неколико дана касније заменио га је Арик Маршал, гитариста једног барског бенда. Маршал је са Пеперсима одсвирао Lollapalozza турнеју, наступио је у споту Breaking The Girl, са албума Blood Sugar Sex Magik, наступио је у епизоди Симпсонових Krusty Gets Cancelled, а појавио се и на додели MTV награда, где су Пеперси награђени за спотове Give It Away и Under The Bridge. После Маршаловог одласка, бенду се накратко придружио Џеси Тобајас, да би крајем 1993, након другог позива, гитариста бенда постао контроверзни Дејв Наваро, који је претходно свирао у Џејн'с адикшон.
Нови Пеперси почели су рад на шестом студијском албуму, а EMI, њихова бивша издавачка кућа, искористила је права из уговора и током овог затишја издала компилацију највећих хитова групе под називом What Hits? (1993), те Out in L.A., компилацију ретких снимака групе (1995).
Одмах по доласку у бенд, Наваро је изјавио да није заинтересован за лудорије по којима су Пеперси били познати, тако да није био баш најсрећнији када је 1994. на Вудстоку II морао да свира са џиновским сијалицама на глави. Потом бенд одлази на Хаваје у покушају проналажења инспирације за снимање новог албума. Наваро се није најбоље слагао са остатком бенда, а његов приступ раду био је много професионалнији и хладнији. Дуго очекивани албум насловљен One Hot Minute појавио се у јавности у јесен 1995.. Уз промену музичког стила на албуму, бенд је донекле изменио и имиџ.
И на овом албуму је уочљив утицај фанка, метала и џеза, али су елементи хеви метала и психоделије много израженији. Песма My Friends се пласирала на прва места топ-листа, а добро су прошле и Warped, Aeroplane, Coffee Shop и Shallow Be Thy Game. Међутим, између чланова бенда и Дејва Навара није било хемије и било је очигледно да Наваров ангажман у групи неће бити дугог века. То се и обистинило почетком 1998. када Наваро напушта Пеперсе. Албум One Hot Minute је продат у више од четири милиона копија, што је било добро с обзиром на чињеницу да се снимање албума прилично одужило. Иако овај албум садржи неке од најбољих песама групе, критичари сматрају да је он у већој мери резултат експеримената чланова бенда, а у много мањој мери прави Ред хот чили пеперс албум. На својим концертима Пеперси нерадо свирају песме са овог албума, будући да већина песама не одговора Фрушантеовом свирачком стилу.

### Нови-стари Пеперси
Након скидања са наркотика, Џон Фрушанте се 1998. враћа у бенд. Седми и најпознатији албум Пеперса, Californication, излази почетком 1999. Овај албум карактерише и нови имиџ певача Ентонија Кидиса са кратком, платинасто плавом косом. Група је освојила награду Греми са песмом Scar Tissue, а Otherside и Californication су доспеле на прва места топ-листа. Одлично су прошле и песме Around The World, Road Trippin и Parallel Universe (која није ни објављена као сингл, а нашла се на првом месту топ-листе синглова). Промотивна турнеја за албум трајала је скоро две године и остаће запамћена по неколико изузетно успешних наступа (као онај 14. августа 1999. у Москви пред 200.000 људи, забележен на документарцу − Off The Map).
У новембру 2001. Пеперси издају нови студијски албум назван . Албум је за многе обожаватеље групе био велико изненађење, а за многе и велико разочарање. By The Way се сматра њиховим најмекшим албумом, а са њега су се издвојили синглови By The Way, Universally Speaking, The Zephyr Song и Can't Stop. Са двогодишње турнеје која је уследила објављују још једно DVD издање насловљено Live At Slane Castle (2003) а касније и компилацију Greatest Hits на којој се налазе две нове песме: Fortune Faded и Save The Population. Године 2004. излази њихов први концертни албум под називом Live in Hyde Park, снимка са наступа у Хајд парку 19, 20. и 25. јуна 2004.

### Пеперси данас
Година 2005. година је за групу била релативно мирна. Бенд је одржао неколико концерата у САД, од којих је најзапаженији и најспектакуларнији био концерт 2. јула у Лас Вегасу који је одржан поводом стогодишњице постојања коцкарске престонице. На том концерту су по први пут изведене песме са новог албума који је тек требало да се нађе у продаји. Крајем године, Фли је други пут постао отац, годину дана након што је Чед Смит добио четврто дете. С друге стране, Фрушанте и Фли су гостовали на албумима The Mars Volta, a Смит на албуму Глена Хјуза.
Почетком 2006. група је довршила снимање новог, двоструког студијског албума, деветог по реду, који је назван . Албум са 28 песама издат је мају 2006. и било је очигледно да се Пеперси враћају својим фанк, панк, психоделик и метал коренима. Неке од песама су 21st Century, Tell Me Baby, Ready Made, Desecration Smile, Dani California (која је била и први сингл), Charlie, Wet Sand, Snow, Animal Bar, She's Only 18.
Изласку албума претходио је DVD под именом The Ultimate, на коме су објављени снимци бенда из периода кад је гитариста био Дејв Наваро.
Ред хот чили пеперс су одржали концерт у Србији 26. јуна 2007. пред око 80.000 гледалаца на локацији близу Инђије у оквиру фестивала Грин фест.
Бенд је поново ушао у студио 12. октобра 2009, и завршио студијско снимање албума I'm With You, који је објављен крајем августа 2011. године.
15. децембра 2019. године група је на Инстаграму објавила да Џош Клигхофер напушта групу и захвалила му се, а уједно и објавила повратак Фрушантеа у групу.

## 2011.
Албум који је бенд издао 30. августа 2011. уједно и први са новим гитаристом Џошом Клингхофером. Публика као и критика су га одлично прихватили. Звук је комбинација мелодичних, лаганих балада, а са друге стране веома тврдих фанки рифова и акорда, док је бас такође одограо велику улогу на већини песама. Могло би се рећи да су сви у бенду напредовали, нарочито Ентони, чије су вокалне способности боље него икада. Фли и Чед Смит сјајне ритмове су дали песмама уз комбинацију одмерених, софистицираних а понегде и агресивних звукова гитаре. Текстови су донекле комплексни, мада изузетно певљиви и сјајно уклопљени уз музику. Уз, како изјављују нову снагу и енергију, бенд је тренутно на турнеји, где ређају распродате концертне арене и стадијуме. Турнеја ће трајати све до 2013. године.

## Дискографија

### Студијски албуми
- (1984)
- (1985)
- (1987)
- (1989)
- Blood Sugar Sex Magik (1991)
- (1995)
- (1999)
- (2002)
- (2006) (2 ЦД-а)
- (2011)
- (2016)
- Unlimited Love (2022)
- Return of the Dream Canteen (2022)

### Уживо албуми
- (2004) (2 ЦД-а)

### Компилације
- (1993)
- (1995)
- (1998)
- (2003)

### Видео издања
- (1990)
- (1990)
- (1991)
- (1993)
- (2000)
- (2003)
- (2003) (уз истоимени CD)
- (2004) (посебно издање)
- (1998) (3 ЦД-а)
- (2003)
- (2006)

## Чланови

### Тренутни састав
- Ентони Кидис — главни вокал(1983—данас)
- Фли — бас гитара, пратећи вокали, труба, клавир (1983—данас)
- Чед Смит — бубњеви, перкусије (1988—данас)
- Џон Фрушанте — гитара, пратећи вокали, клавијатуре (1988—1992, 1998—2009, 2019—данас)

### Бивши гитаристи
- Хилел Словак (1983—1988)
- Џек Шерман (1983—1985)
- Двејн „Блекберд“ Макнајт (1988—1989)
- Зандер Шлос (1992)
- Арик Маршал (1992)
- Џеси Тобајас (1993)
- Дејв Наваро (1993—1998)
- Џош Клингхофер (2009—2019)

### Бивши бубњари
- Џек Ајронс (1983; 1986—1988)
- Клиф Мартинез (1983—1985)
- Д. Х. Пелигро (1988—1989)